# Bruno Servolle
Bruno Servolle, né en 1964, est un ancien joueur de basket-ball français, évoluant au poste de numéro 4. Il mesure 2,04 m.

## Carrière
- 1980-1984 :  ASVEL Villeurbanne (Nationale 1, ex Pro A)
- 1984-1987 :  Le Mans (Nationale 1, ex Pro A)
- 1987-1992 :  CRO Lyon/Jet Lyon (N 1 A, ex Pro A)
- 1992-1993 :  ASVEL Villeurbanne (N A 1, ex Pro A)
- 1993-1995 :  Besançon (Pro B)
- 1995-1996 :  AL Gerland Mouche (Nationale 2)
- 1996-1998 :  CRO Lyon (Nationale 2)
- 1998-2002 :  ES Lorgues Basket Club (Nationale 2)
- 2002-2011 :  ES Lorgues Basket Club (Nationale 3)
- 2019-2020 :  ES Lorgues Basket Club (DM3)

## Palmarès
- Champion de France en 1981 avec l'ASVEL
- Vainqueur de la Coupe de France (1982) avec l'ASVEL
- Finaliste Coupe d'Europe des Vainqueurs de Coupe (1983) avec l'ASVEL
- Champion de France Nationale 1 avec la CRO Lyon en 1990
- Champion de France PRO B avec Jet Lyon en 1991
- Champion de France PRO B avec Besançon en 1995
- International Cadet-Junior
- International A'